# Robert Hartig

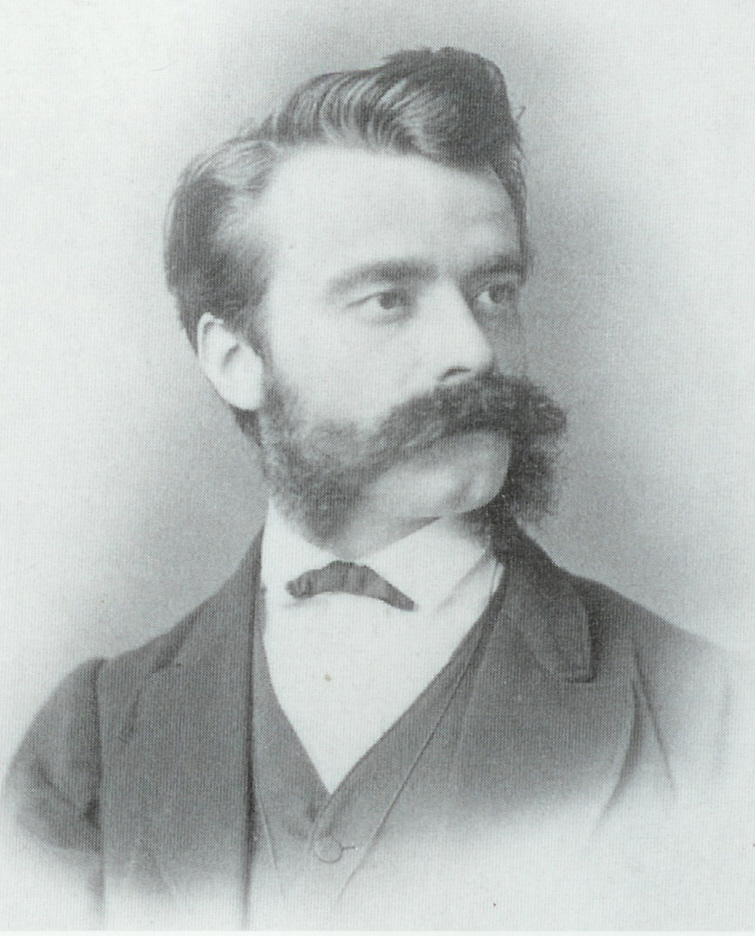
Robert Hartig

Heinrich Julius Adolph Robert Hartig (* 30. Mai 1839 in Braunschweig; † 9. Oktober 1901 in München) war ein deutscher Forstwissenschaftler. Er betätigte sich vor allem als Forstbotaniker und Pflanzenpathologe. Hartig war ein bedeutender Mykologe. Sein offizielles botanisches Autorenkürzel lautet „R.Hartig“.

## Leben
Der Sohn des Forstwissenschaftlers Theodor Hartig studierte von 1863 bis 1864 in Berlin Forstwissenschaft und war anschließend bis 1866 in der Forstverwaltung tätig. 1866 wurde er an der Universität Marburg promoviert und erhielt 1867 einen Ruf an die Forstakademie Eberswalde. Dort hielt er ab 1869 Vorlesungen zur Forstbotanik und übernahm 1871 die Leitung der pflanzenphysiologischen Versuchsanstalt.

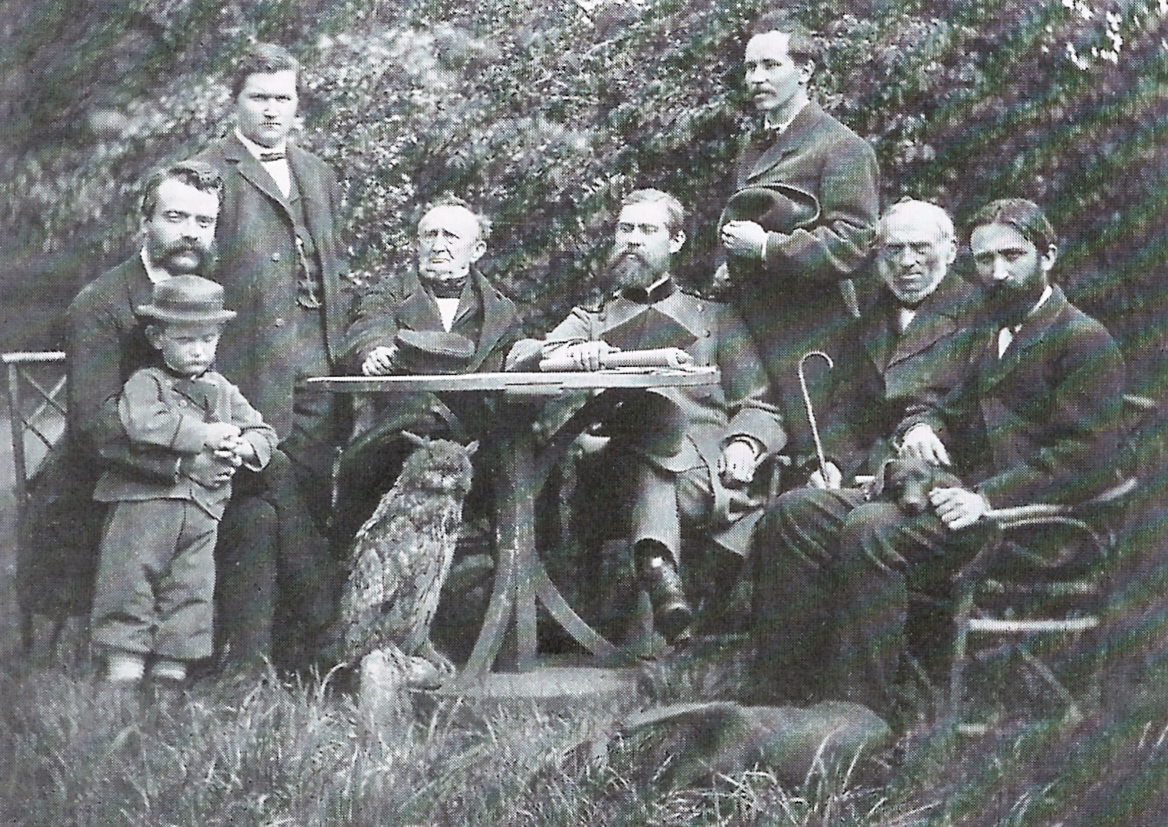
Robert Hartig (l., mit Peter Danckelmann im Arm) im Kreise seiner Lehrerkollegen der Forstakademie Eberswalde (v.r.): Wilhelm Schütze, Wilhelm Schneider, Adolf Remelé, Bernhard Danckelmann, Julius Theodor Christian Ratzeburg. Aufnahme von Adolf Remelé, ca. 1868.

1878 erhielt Hartig einen Ruf als Professor der Forstbotanik an die Ludwig-Maximilians-Universität München.
Hartig, der die ersten Anregung zu einem wissenschaftlichen Ausbau der Pathologie forstlich genutzter Baumarten gegeben hat, gilt zusammen mit Moritz Willkomm (1821–1895) als Begründer der forstlichen Phytopathologie. So beschrieb Hartig 1878 erstmals die so genannte Buchen-Komplexkrankheit, die wirtschaftlich wichtigste Buchenerkrankung. Ebenso wurde der die Tannen-Nadelbräune verursachende Pilz Herpotrichia parasitica 1883 von Hartig entdeckt und 1884 beschrieben. Hartig galt auch als einer der führenden Erforscher des Echten Hausschwamms (Serpula lacrymans), über den er 1885 eine Monographie veröffentlichte.
Mit seinen Arbeiten zum Aufbau des Holzes gilt er auch als einer der Mitbegründer der wissenschaftlichen Holzkunde.
Herausragend sind auch seine Untersuchungen zur Mykorrhizabildung bei Waldbäumen. So ist das dichte Netzwerk von Ektomykorrhiza-Pilzen, das zwischen den Rindenzellen der Pflanzenwurzel ausgebildet ist, nach ihm als Hartigsches Netz benannt.
Phellinus hartigii (Allescher et Schnabl), ein Porling, der vor allem auf Weißtanne vorkommt und von Hartig eingehend untersucht wurde, ist nach ihm benannt. Ihm zu Ehren gibt es in München zudem eine Robert-Hartig-Straße. Im Jahr 1888 wurde er zum Mitglied der Leopoldina gewählt.

## Schriften (Auswahl)
- Vergleichende Untersuchungen über den Wachsthumsgang und Ertrag der Rothbuche und Eiche im Spessart, der Rothbuche im östlichen Wesergebirge, der Kiefer in Pommern und der Weißtanne im Schwarzwalde, Stuttgart 1865.
- Die Rentabilität der Fichtennutzholz- und Buchenbrennholzwirthschaft im Harze und im Wesergebirge, Stuttgart 1868.
- Vorläufige Mittheilung über den Parasitismus von Agaricus melleus und dessen Rhizomorphen, in: Botanische Zeitung, 31. Jahrgang, 1873, Sp. 295–297 (= in: No. 19, 9. Mai 1873)
- Vorläufige Mittheilungen über Parasiten der Waldbäume, in: Botanische Zeitung, 31. Jahrgang, 1873, Sp. [353]–357 (= in: No. 23, 6. Juni 1873)
- Wichtige Krankheiten der Waldbäume. Beiträge zur Mycologie und Phytopathologie für Botaniker und Forstmänner, Berlin 1874.
- Die durch Pilze erzeugten Krankheiten der Waldbäume. Für den deutschen Förster. Zweite Auflage. Breslau: Morgenstern, 1875.
- Die Zersetzungserscheinungen des Holzes der Nadelholzbäume und der Eiche in forstlicher botanischer und chemischer Richtung, Berlin 1878.
- Lehrbuch der Baumkrankheiten, Berlin 1882.

- Lehrbuch der Baumkrankheiten, 2., verb. und vermehrte Auflage, Berlin 1889.
- Lehrbuch der Pflanzenkrankheiten. Für Botaniker, Forstleute, Landwirthe und Gärtner, 3., völlig neu bearbeitete Auflage des Lehrbuches der Baumkrankheiten, Berlin 1900.

- Rhizomorpha (Dematophora) necatrix n. sp. in: Untersuchungen aus dem forstbotanischen Institut zu München, Band III (1883), S. [95]–135.
- Das Holz der deutschen Nadelwaldbäume, Berlin 1885.
- Der ächte Hausschwamm (Merulius lacrymans Fr.), (Die Zerstörungen des Bauholzes durch Pilze I), Berlin 1885.

- Der echte Hausschwamm und andere das Bauholz zerstörende Pilze, 2. Aufl., bearbeitet und herausgegeben von Dr. C. Freiherr von Tubeuf, Berlin 1902.

- (mit Rudolf Weber) Das Holz der Rothbuche in anatomisch-physiologischer, chemischer und forstlicher Richtung, Berlin 1888.
- Lehrbuch der Anatomie und Physiologie der Pflanzen unter besonderer Berücksichtigung der Forstgewächse, Berlin 1891.
- Die anatomischen Unterscheidungsmerkmale der wichtigeren in Deutschland wachsenden Hölzer, 4. Auflage, München 1898.